# Josep Palàcios i Martínez
Josep Palàcios i Martínez   (Sueca, 20 de març de 1938 - 5 d'abril de 2025) fou un escriptor i editor valencià en llengua catalana.

## Obres i guardons
- Les quatre estacions (1959).[2] Premi València 1957 de Literatura-Poesia.
- Ocells, miralls (1981).[3] Narracions. Amb Manuel Boix (part gràfica).[4]
- Devastació (1981). Poemes. Premi de la Crítica País Valencià 1981.[5]
- Acròstic (1982).[6] Assaig.
- Inventari (Alcoi: Centre Municipal de Cultura, 1984). Poemes amb obra gràfica de Manuel Boix.
- Frontissa (1986). "Recitatiu per a tots els combats".[7]
- La serp, el riu (1986).[8] Contes.[9]
- Alfabet (1a ed. Dibuixos de Manuel Boix. A la Ribera del Xúquer, 1987)[10]
- alfaBet (2a ed., Barcelona: Empúries, 1989).[11] Premi de la Crítica Serra d'Or de narració 1990.
- Tríptic de Tirant lo Blanc (text articulat per Josep Palàcios a partir de la novel·la de J. Martorell i M. J. de Galba, per a una cantata escènica amb música d'Amand Blanquer; dibuix de Manuel Boix). (1990).[12]
- Un nu. València: PUV, 2009.
- Alfabet terminal. València: PUV, 2015. Col. Càtedra Joan Fuster.[13]
- La imatge. Volum I. València: PUV, 2013.
- La imatge. Volum II. València: PUV, 2013.
- Un nu nu. València: A la Ribera del Xúquer, 2021.
- Principi i fi amb lletres. València: PUV, 2023.

## Personatge literari
Josep Palàcios passa a ser un personatge literari, sota la denominació d'Escriptor, en la novel·la L'home manuscrit, de Manuel Baixauli.